# Station Treungen
Station Treungen was een station in het dorp Treungen in de gemeente Nissedal in het zuiden van Noorwegen. Het station was het eindpunt van Treungenbanen. Treungen werd geopend in 1913. In 1967 werd Treungenbanen tussen Treungen en Nelaug gesloten. Er rijdt nog wel een bus van Treungen naar Arendal.